# Анастасий I (патриарх Антиохийский)
Анаста́сий I Синаи́т (греч. Αναστάσιος Α΄ Σιναΐτης; ум. 21 апреля 599 г.) — Патриарх Антиохийский (559—570, 593—599). Канонизирован Православной церковью в лике святителей, память 20 апреля (по юлианскому календарю) и в Соборе Синайских преподобных.

## Жизнеописание
Родился в Палестине, стал монахом на Синайской горе, почему и был назван Синаитом. Затем стал апокрисиарием Александрийского патриарха, а в 559 году, после смерти патриарха Домна III, вступил на патриарший престол Антиохии.
В то время в Византийской империи распространилась ересь монофизитов. Юстиниан I и его преемник Юстин II проводили лояльную религиозную политику и в ряде вопросов покровительствовали монофизитам. Анастасий неоднократно выступал с критикой монофизитского вероучения, рассылал послания по всем церквам и ежедневно разъяснял в своём храме Православное учение о двух естествах Иисуса Христа.
Разгневанный Юстиниан хотел сместить Анастасия с патриаршего престола, но этому помешала его болезнь. Юстин II в 570 году по ложному обвинению в растрате отправил Анастасия в изгнание в Иерусалим, его место занял патриарх Григорий I. Опальному патриарху несколько раз писал папа римский Григорий. Также он просил за Анастасия перед императором Маврикием и смог добиться возвращения его на патриарший престол в 593 году.
Анастасий скончался 21 апреля 599 года.

## Творения
В изгнании святитель Анастасий написал несколько догматических и нравоучительных сочинений.
Библиография на русском языке
- Слово на праздник Благовещения Пренепорочныя Богородицы Марии. «Христианское чтение», 1841, I, с. 376 с илл.
- О пользе чтения Священного Писания. В кн: «Выписки из писаний святых церковноучителей и других писателей о необходимости и пользе чтения Священного Писания». Изд. Л. фон Эссом. Пер с нем. — СПб., 1817.
- Слова и поучения. — В кн.: «Сборник, или избранные слова о чести святых икон и о поклонении им». Пер. с греч. М., 1647. То же. Почаев, 1787. То же. Львов, 1793. То же. Изд. 4-е, испр. М., 1850.